# Керч (монітор)

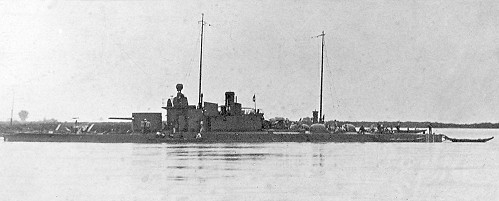
Однотипний «Інну» (майбутній «Керчі») монітор «Енс».

«Керч» — річковий монітор типу «Енс», в СРСР відносився до типу «Азов».

## Будівництво
Монітор був закладений в листопаді 1913 року на судноверфі Hanz&Co Danubius в Будапешті (Австро-Угорщина) і спущений на воду 25 лютого 1915 року.

## Служба
Корабель увійшов до складу австро-угорського флоту 11 квітня 1915 року під назвою «Inn».
Під час Першої світової війни, 28 листопада 1917 року, монітор підірвався на міні і затонув.
Він був піднятий і поставлений в Будапешті на ремонт, а 21 березня 1919 року відійшов до Угорській Радянській Республіці, і в липні того ж року був включений до її Дунайської флотилії.
У тому ж році, в листопаді, монітор був інтернований Югославією, а 15 квітня 1920 року передано Румунії і увійшов до складу її флоту під ім'ям «Basarabia».

### Друга світова війна
Монітор брав участь у боях на Дунаї в червні 1941 року проти радянської Дунайської військової флотилії.
В 1942-43 роках було проведено капітальний ремонт і модернізація корабля. Зокрема на ньому повністю замінили озброєння, встановивши дві спарені башти 120 міліметрових морських гармат, 6 37 міліметрових і 4 20 міліметрових зенітних гармат. Після модернізації повна водотоннажність корабля зросла з 550 до 750 тонн. Його радіус дії збільшили до 690 морських миль.
«Basarabia», як і інші монітори, капітулював 26 серпня 1944 року. 10 листопада монітор увійшов до складу Дунайської військової флотилії, отримавши ім'я «Керч» і був включений в 1-й дивізіон моніторів 1-ї Керченської Червонопрапорної бригади річкових кораблів.
21 грудня монітор прибув до Турну-Северин для ремонту і зимівлі, а на початку березня 1945 року був залучений до дій на Дунаї
5 квітня монітор «Керч» підтримав артилерійським вогнем наступ 1-ї югославської армії з позиції в районі Бачка Паланка.
12 квітня була здійснена вогнева підтримка десанту в районі Сотин—Опатовац.
Завершення бойових дій монітор зустрів у Новому Саді.
28 лютого 1948 року був виведений з бойового складу радянського ВМФ, а в 1951-му повернений Румінії. Входив до складу румунських ВМС до 1960 року під найменуванням М-206, після чого був переданий на брухт.